# Eryngium aromaticum
Eryngium aromaticum là một loài thực vật có hoa trong họ Hoa tán. Loài này được Baldwin mô tả khoa học đầu tiên năm 1817.